# Govankoppa, Dharwad
Govankoppa là một làng thuộc tehsil Dharwad, huyện Dharwad, bang Karnataka, Ấn Độ.